# Metarthrodes nigrigranulatus
Metarthrodes nigrigranulatus is een hooiwagen uit de familie Gonyleptidae.